# 浮野の戦い
浮野の戦い（うきののたたかい）は、戦国時代、尾張国浮野（愛知県一宮市千秋町浮野）で起きた合戦。浮野合戦ともいう。

## 概要
織田弾正忠家の織田信長は尾張の支配を固めつつあった。尾張下四郡を支配する清洲織田氏（織田大和守家）の守護代織田信友を萱津の戦いで破り自刃させ、さらに弟信勝との内訌（稲生の戦い）に勝利し、尾張国守護の斯波義銀をも追放した。
しかし、尾張上四郡を支配していた嫡流岩倉織田氏（織田伊勢守家）の守護代織田信安はいまだ健在であった。信安は信長の父信秀の妹を妻とし、若年の頃の信長とも私的に交流があった人物であるが、長良川の戦いの際には隣国美濃斎藤義龍と手を組み信長を攻撃するなど、この当時は敵対関係にあった。ところが、信安は長子の信賢を遠ざけ、次子の信家を跡継ぎとしようと画策したことにより信賢と対立し、信賢により追放されていた。
岩倉織田氏の内紛を見た信長は信賢との戦いに備え、父の信秀死後は独立勢力化していた犬山城主織田信清に、自身の姉の犬山殿を嫁がせ、信清を味方に組み入れた。
1558年（永禄元年）、信長は2,000の軍勢を率い､浮野の地において信賢軍3,000と交戦した。激戦が続いたが､信長の元へ信清の援軍1,000が到着すると形勢は一気に傾き､信賢軍は壊滅した。1,200を超える死者を出した信賢軍は、本拠の岩倉城へ敗走した｡
翌年の1559年（永禄2年）、信長は軍勢を率いて信賢の本拠岩倉城を包囲した｡数ヶ月の篭城戦ののち、信賢は降伏した。
のちに信長は信清をも追放し、尾張統一を完成させた。信賢のその後は不明であるが、先に追放されていた信安はのちに赦免され、摠見寺の住職になっている。
この浮野の戦いにおいて岩倉勢として活躍した林弥七郎は、先年の稲生の戦いで戦死した林美作守の縁者と云われる。弥七郎は弓の名手であり、信長方の鉄砲の名手橋本一巴と一騎打ちを演じたとされる。勝敗や生死には諸説あるが、両者痛み分けとなり林は負傷した。撤退の際に追い打ちをかけてきた佐脇良之（前田利家の弟）の右肘を林が斬って負傷させたものの、最後は佐脇に討ち取られた、と伝わる。その他、岩倉勢には後に織田・豊臣政権下で活躍する山内一豊の父の山内盛豊や、同じく堀尾吉晴の父の堀尾泰晴も参戦している。
浮野の戦いは弘治3年（1557年）、岩倉落城は永禄元年（1558年）とする説がある。